# Jean-Luc Bouilleret
Jean-Luc Marie Maurice Louis Bouilleret (* 28. října 1953, Arbois) je francouzský římskokatolický kněz a od 10. října 2013 besançonský arcibiskup.

## Život
V roce 2023 jako metropolita instaloval do funkce biskua z Nancy a Toulu a primase lotrinského Mons. Michela.